# جولین وادهام
جولین وادهام (انگلیسی: Julian Wadham؛ زادهٔ ۷ اوت ۱۹۵۸) بازیگر اهل بریتانیا است.
از فیلم‌ها یا برنامه‌های تلویزیونی که وی در آن نقش داشته‌است می‌توان به بیمار انگلیسی، بانوی آهنی، اشباح گویا، جن‌گیر: آغاز، اسب جنگی، باشگاه شورش، هویت دوگانه، وفاداری از نوع دیگر، جنگ شاد و شرلوک هلمز و پرونده جوراب ابریشمی اشاره کرد.